# 八尾市立高安小学校
八尾市立高安小学校（やおしりつ たかやす しょうがっこう）は、かつて大阪府八尾市にあった公立小学校。
高安中学校と校舎等の施設が統合されており、八尾市では唯一の施設一体型小・中学校となっていた。 八尾市の東部に位置し、高安山の山麓を校区としている。校区には農家が多く立地している。

## 概要・歴史
中高安小学校と北高安小学校を統合、同時に高安中学校とも学校施設を統合し、旧清友高校・八尾支援学校東校跡地に移転することが発表された。
両小学校は2016年3月末をもって110余年の歴史を閉じた。
同年4月に本校開校式を挙行した。
同校校歌は八尾市出身のシンガーソングライターの清水翔太が作詞・作曲し、開校式にも出席し、サプライズで登壇している。
- 2014年4月11日 - 高安中学校区における施設一体型小・中学校　開校準備会 発足
- 2016年4月8日 - 開校式開催
- 2019年3月31日 - 八尾市立高安中学校との統合により廃校

## 通学区域
- 八尾市 楽音寺・大字楽音寺、大竹、水越、千塚、大字千塚、神立・大字神立、大字大窪、大字山畑、服部川、大字服部川、郡川、大字郡川、大字黒谷（一部）、黒谷2丁目（一部）、黒谷6丁目。

上記区域に該当する中学校は八尾市立高安中学校となる。

## 交通
- 近鉄信貴線 服部川駅 北へ約700m

## 脚註
1. ↑  高安中学校区における施設一体型小・中学校　開校準備会について【平成26年度】
2. ↑  中高安小学校は143年の歴史に幕を下ろします。 | 八尾市
3. ↑  八尾市立北高安小学校は、平成28年3月末をもって142年の歴史を閉じます。 | 八尾市
4. ↑  清水翔太が八尾市新設小学校の校歌を制作 開校式で初お披露目 - エキサイトニュース（2016年4月9日付）